# کورور سیتی
کورور سیتی بزرگترین شهر کشور پالائو است. نیمی از جمعیت پالائو در کورور سیتی زندگی می‌کنند. کورور سیتی درگذشته پایتخت پالائو بود. اما در سال ۲۰۰۶ این موقعیت به نگرولمود داده شد.

## شهرهای دوقلو
شهرهای خواهرخوانده کُرُر:
- آنجلس، فیلیپین، فیلیپین
- داوائو سیتی، فیلیپین
- گیلروی، ایالات متحده آمریکا
- مانادو، اندونزی